# Cucullia phila
Cucullia phila är en fjärilsart som beskrevs av Smith 1908. Cucullia phila ingår i släktet Cucullia och familjen nattflyn. Inga underarter finns listade i Catalogue of Life.